# Appleton (Wisconsin)
Appleton – miasto w Stanach Zjednoczonych, w stanie Wisconsin na północ od Milwaukee, nad rzeką Foks, w pobliżu jeziora Winnebago.
 Siedziba hrabstwa Outagamie. Z populacją 74,7 tys. mieszkańców, jest szóstym co do wielkości miastem stanu. Obszar metropolitalny skupia 246,4 tys. mieszkańców. 
Ośrodek przemysłu metalowego, papierniczego i maszynowego; handel bydłem. Od 1964 r. w mieście działa uniwersytet.

## Historia
Przemysł papierniczy, począwszy od budowy pierwszej papierni w mieście w 1853 r., był na czele rozwoju Appleton. Aby zapewnić elektryczność przemysłowi papierniczemu, 30 września 1882 r. uruchomiono pierwszą w kraju elektrownię wodną. W sierpniu 1886 r. utworzono pierwszą w kraju odnoszącą komercyjne sukcesy – firmę tramwajową.

## Demografia
Według danych pięcioletnich z 2022 roku, 80,7% populacji głównego miasta stanowiła ludność biała nielatynoska, 6,4% Latynosi jakiejkolwiek rasy, 6,3% było rasy mieszanej, 6,2% to Azjaci, 2,8% stanowiła ludność czarna lub Afroamerykanie, 0,5% rdzenna ludność Ameryki i 0,09% pochodziło z wysp Pacyfiku. 6,5% mieszkańców urodziło się poza granicami Stanów Zjednoczonych. 
Do największych grup głównego miasta należały osoby pochodzenia niemieckiego (39,6%), irlandzkiego (10,8%), polskiego (7,2%), angielskiego (6,2%), holenderskiego (5,2%), meksykańskiego (4,4%), francuskiego lub francusko–kanadyjskiego (3,9%), Hmong (3,9%), norweskiego (3,6%) i „amerykańskiego” (3,3%).

## Religia
Największe członkostwo w aglomeracji Appleton deklarują (2020):
- Kościół katolicki – 74,1 tys. w 31 parafiach,
- Kościół Ewangelicko-Luterański Synodu Wisconsin – 18 tys. w 20 kościołach,
- bezdenominacyjne zbory ewangelikalne – 17 tys. w 16 zborach,
- Kościół Ewangelicko-Luterański w Ameryce – 10,8 tys. w 11 kościołach,
- Kościół Luterański Synodu Missouri – 10,5 tys. w 12 kościołach,
- Chrześcijański i Misyjny Sojusz – 5 tys. w 4 zborach.

## Ludzie urodzenie w Appleton
- Willem Dafoe (ur. 1955) – aktor
- Terry Zwigoff (ur. 1949) – reżyser i producent filmowy
- Greta Van Susteren (ur. 1954) – dziennikarka, prawniczka i prezenterka wiadomości telewizyjnych
- Jeff Loomis (ur. 1971) – muzyk i kompozytor
- Steven Krueger (ur. 1989) – aktor

## Miasta partnerskie
- Chinandega (Nikaragua)
- Kan’onji (Japonia)